# 12384 Luigimartella
Luigimartella (asteróide 12384) é um corpo celeste do Cinturão de Asteroides, localizado entre Marte e Júpiter. a 2,6994739 UA. Possui uma excentricidade de 0,0962951 e um período orbital de 1 885,71 dias (5,16 anos). Tem uma velocidade orbital média de 17,23322178 km/s e uma inclinação de 9,87533º.
Este asteróide foi descoberto em 10 de Outubro de 1994 por Vincenzo Casulli.